# 驚悚401號房
《驚悚401號房》是MTV製播的電視節目，由傑瑞·帕達里基主持。每個影片中的演員，以各種不可思議的魔術手法，讓旁人感到目瞪口呆，絕對不敢相信自己的眼睛。

## 節目命名由來
命名為「《驚悚401號房》」，主要是名魔術師哈利·胡迪尼於1926年，在底特律慈恩醫院（Detroit's Grace Hospital）的401號病房去世。因此，節目就以“Room 401”為之。

## 播出時間
美國地區是從2007年7月17日起播送，直至同年8月21日為止。台灣地區則是從2008年8月5日起至同年的8月9日為止，於台灣時間之0時30分起，與《爆笑監獄兔》、《偶們最風流》（Fur TV）共同播出，此段時期，《驚悚401號房》以每集的第一部份做試播5分鐘。於同年8月11日起，正式從第一集起播出完整節目，8月22日重播第一集，至8月29日播出第八集作為結束。於9月7日起每週日晚間十時，再重播節目。

## 表演手法
所有的表演，即使發生危險狀況，也不會作馬賽克處理，保證一刀未剪；同時節目呈現的畫面，絕對沒有幕後特效，絕對真實呈現。例如第二集第一部份的〈一分為二〉（Ice Carving）部分，即使電鋸將另外一位同伴的身體一分為二，電視畫面也完整播出，讓一旁不知情的路人感到無比的恐懼與不可思議。
而魔術表演的同時，影片內的主角絕對不會受到流血或殘廢的傷害，但這些主角看到如此不可思議又可怕的畫面，大部分會身心受創或受到驚嚇，甚至還會有哭泣的時候。例如第三集第三部份〈飛行恐懼〉，就讓女主角驚嚇到哭泣。

## 節目內容
下列列出第一季第一到第八集的大意。

### 第一集
- 胸口取蟹（Feeling Crabby）：

兩位女性路人在一間日式迴轉壽司店點餐，而這兩位女性客人看到一個男人（由賈斯丁·克瑞迪柏飾演與表演）左右拉扯他的胸口之後，露出了內臟，並從這位魔術師胸口的部份，竄出了很多活生生的小螃蟹，把這兩位女性以及店員都嚇壞了。而魔術師在「痛不欲生的喊叫」後（為了節目效果而喊的），逃出了迴轉壽司店。至於那些從胸部跑出來的小螃蟹，還不斷的在爬行。
- 作弊取偶（Claw Machine）：

一台在保齡球館內的抓娃娃機，總是會像吃角子老虎機機一樣地吃錢。一名女子要其中的一個泰迪熊娃娃，於是叫了男友來，卻是徒勞無功。一位由魔術師扮演的工作人員（由羅伯·柴柏瑞奇飾演與表演），見到如此情形，於是就將手穿入玻璃並伸入娃娃堆內，隨手抓了一隻布娃娃並丟入出物口，於是魔術師就這樣順利「抓」到娃娃；但男方看到如此不可思議的情況，覺得那一隻布娃娃是邪物，堅持不肯收下，還口出粗言，迅速帶著女友離開保齡球館。
- 靈魂出竅（Resurrection）：

一對在殯儀館工作的父子，在協助警方驗屍時，兒子看到屍體的靈魂（由魔術師大衛·明昆（David Minkin）飾演與表演）從身體冒出來（此畫面絕非特效剪輯），並且確認自己的胸口，讓兒子嚇得不敢靠近該屍體；不過在眾人的見證下，只有兒子看到靈魂，而該靈魂還不要兒子說出來他所見的一切，眾人認為兒子一定是吸毒或酗酒了，才會瘋言瘋語。
- 油炸手掌（Deep Fried）：

兩名到豬肉工廠工作的小夥子，因為週末需要大量出貨，因此成為該工廠的助手。一位炸酥餅的師父（魔術師飾演），不小心將自己的左手伸入油鍋內，痛得大喊（為了節目效果而喊的），其中一位小夥子看到這幕場景，當場嚇壞，還看到師父的左手被炸出水泡。其他工作人員彷彿視若無睹，只有小夥子特地關心。而油炸師傅把手包好後，再把布包打開，左手恢復原來的樣子，彷彿沒被油炸過。無論小夥子怎樣解釋，其他人就是不肯相信他所說的話。

### 第二集
- 一分為二（Ice Carving）：

一位冰雕師傅（由羅伯·柴柏瑞奇飾演與表演）不小心失手，將另外一位冰刀師傅用電鋸子從腰際間切開，一分為二，把搬運冰塊的小夥子給嚇壞了；而被電鋸一分為二的冰雕師傅不斷地向外求救，還有生命跡象。
- 罐中頭顱（Jar Head）：

一位小夥子替一位需要搬家的人清理物品，其中這位小夥子搬到了一個裝有頭顱（由羅伯·柴柏瑞奇飾演與表演）的罐子。這個罐子內的頭，還會不時地對他眨眼、打開嘴巴，而且，也還會對著他喊「救我」（Save me!），把小夥子給嚇壞了。其他人認為這個頭顱已經沒有身體了，不可能有生命跡象，哪還會有動的道理。
- 空中飛人（Meter's Running）：

一位計程車司機，被警察攔截，並且被警察束手就擒。而其他的一男一女的乘客，目睹到這位運將以不用鋼索的方式騰空飛起，並且消失不見。這對男女當場被嚇壞，趁著警察需要更多的支援，以應付這名司機時，男女乘客迅速地將車內的行李帶走，魂不附體的離開現場。
- 頭掉下了（Public Transportation）：

一位由日本魔術師西里爾·高山（セロ・タカヤマ）飾演的旅客，搭乘一輛公車。他假裝身體不舒服，從車尾走到車頭處，要求司機立刻停車；而西里爾就將他的頭掉到身體的中央處，又緩緩地將頭移回原來的位址，把車上的每一位乘客給嚇壞了。

### 第三集
- 返童還老（Beauty Is Only Skin Deep）：

魔術師將一位年輕貌美的女孩的頭押入水池裡，讓美女喘不過氣，感覺快要窒息；一陣子之後，這位年輕貌美的女孩從水池內出現，但反而變成了老太婆，把其他兩位遊客給嚇怕了，不敢繼續泡在這種恐怖的按摩池內。
- 箱內塞人（Return To Sender）：

一個只穿著尿布的人，從一個奇怪的箱子跑出來，把一個在包裝業打工的小夥子給嚇壞了。小夥子把這個情況告訴給老闆，但老闆認為那樣尺寸的箱子根本不可能塞進一個大人，頂多是小孩，而老闆把語無倫次的小夥子給革職了。
- 飛行恐懼（Fasten Your Seatbelts）：

兩位女性想要搭乘直升機。一位在機場工作的工作人員，在檢查一架飛機的時候，另外一個人啟動了飛機，把靠近渦輪發動機的工作人員給吸了進去，把其中一位女性給嚇壞了。之後那一位被吸入渦輪發動機的工作人員，卻毫髮無傷的出現在這位女性的眼前。這位女性哭了，另外一位則不斷的安慰她，並且告訴她不要搭乘直升機了，直接回家。
- 誤食毒魚（Scrubbing In）：

一位食客在迴轉日式壽司店享用河豚，他告訴其他在座的女性用餐者，他超愛吃河豚，但河豚有毒是眾人皆知的，女性堅持不吃。
直到這位男性食客吃到舌根發麻，感到痛苦不堪時，他躺在桌上，由另外一位食客（由魔術師大衛·明昆飾演與表演）徒手「扒」開了中毒者的肚子，把毒河豚給拿出來。一陣子後，中毒者仍然不知道發生了什麼事，還問了其他人。一位女性用餐者告訴他，他吃了毒魚，還是由另外一個人以「開腸剖肚」的方式取出的，但中毒者仍然不知道怎麼一回事。

### 第四集
- 自我獻血（O Negative）：

一位捐血者（魔術師扮演）等不及其他捐血者漫長的等待，於是他自己不靠抽血裝置（如針筒等裝置），並將管子插入自己靜脈的地方，自己迅速地擠出大量的血到血袋內，然後離開捐血中心；等到工作人員看到如此不可思議的情況，連後來觀看的護士小姐也不敢相信，因為沒有抽血裝置，怎麼可能會抽出血來。
- 燙髮殺人（Just A Trim）：

一位女性美容院顧客在美容院燙頭髮，因為電髮器過熱冒煙，結果致使電髮器爆炸，讓該名女性客戶的頭不見了。另外一位女性客人被嚇得半死，美容院老闆娘認為他事情嚴重，可能會失去事業。
- 瞬間移動（Free Delivery）：

一位由魔術師扮演的轎車駕駛，被一輛煞車不及的公車撞上。目擊者親眼看到駕駛被公車撞死，但是奇蹟般的是，魔術師竟然在自己的轎車內消失了，反而從公車下車，讓其他目擊者驚訝萬分。
- 死亡新聞（Extra! Extra!）：

兩位在投幣式洗衣店內的女性客人，看到一位男性客人（由魔術師扮演與表演）拿著報紙。其中一則新聞是一位女性客人上了訃文，讓該名女性客人受到驚嚇，因為她還是在世人物，怎麼可能上了訃文。
女性客人認為這實在太詭異，要求男性客人把報紙拿來，打電話到報社，但男性客人堅持不肯給他，還當場把報紙撕了。報紙被揉成一團後，又經由魔術師的巧妙手法恢復原狀。但原本是刊在該版的女性訃文，變成了男性客人的訃文，把該名女性客人嚇得半死。

### 第五集
- 釘入鼻內（Safety First）：

魔術師扮演在工地使用電動鎚子的工人。魔術師趁著新人打掃之際，將很大的釘子釘入鼻孔內，流出了很多血，而讓鐵釘故意留在鼻子內，別人怎樣拔也沒有太大的進展；之後，魔術師自己用鉗子慢慢地把鐵釘拔出來。這一幕，把新來的員工給嚇壞了。
- 球道斬手（Gutter Ball）：

一位保齡球館的工作人員（由魔術師扮演與表演）走到八號球道上，有另外一位工作人員不小心啟動了置球設備，遮斷柵欄切斷了這位工作人員的手，讓這位斷臂工作人員痛苦地大叫。而隔壁球道的保齡球玩家，拿出了保齡球，而這個保齡球上有斷掉的手，讓一男一女的顧客被嚇壞，不敢繼續玩下去。
- 栩栩如生（High Definition）：

一位在電視工廠打工的小夥子，在負責盤點印刷電路板時，突然整個工廠停電，接著而來的，原本有電視節目的畫面，頓時間變成雜訊。又接著，電視由平面突出了人臉與人手，彷彿就從電視內跑出一個真人出來。小夥子嚇得趕緊告訴其他人，但是其他人認為小夥子可能吸食了大麻，不採信他的話。
- 辣到咳火（Need a Mint?）：

一位由魔術師表演日式餐廳的顧客，而魔術師對著兩名女性顧客聊天，也告訴她們他超愛吃哇沙比。魔術師吃了很多的山葵，吃到都被嗆到，還不時的咳嗽，也同時咳出火來，讓兩位用餐的女性客人嚇到了。

### 第六集
- 豬手擾客（Spare Change）：

三位女乘客共同搭乘計程車，因為司機想要加油，在加油站停車，卻找不到加油員，所以就下車。最靠近車窗的乘客，把玻璃窗關起來，但這個時候來了一位流浪漢（由魔術師飾演與表演），把手透過玻璃深入車內，把三位女性乘客給嚇壞了。計程車司機回來後，三位女乘客把這個情況告訴給司機，但司機不相信。
- 奇異女孩（They're Heeere）：

一家人在一個夜晚，在野外行走想觀看野生動物時，他們看到一位小女孩，小女孩哭著想要找爸爸及媽媽，但話說到一半，坐在地上的小女孩卻有一股強拉的力量，將她拉後退，把這個家人給嚇壞。警察來時，認為有可能是山獅給叼走的，但家人只聽到小女孩的哭聲，並沒有其他野生動物的聲音。而這家人仍然「鍥而不捨」地，繼續找尋這個奇怪的小女孩。
- 通條貫腹（You Know the Drill）：

一個小夥子在進行水電檢修時，看到一個正在通堵塞非常嚴重水槽的工人（由魔術師飾演與表演），因另外一個人作業疏失，不小心將通條貫穿了魔術師的腹部部分，魔術師當場流血並大叫很痛。過了一陣子，魔術師的腹部部分，又完好如初，連傷痕都沒有，使小夥子感到不可思議。
- 瘋人逃離（Dirty Laundry）：

兩位女性客人在投幣式洗衣機洗衣服，也注意到收音機報導有精神病患跑出來，收音機主持人要每一位注意。而洗衣服的兩位女孩，看到有精神病患的工作人員，拿著一大堆髒衣服要來洗。工作人員將車子推回運貨車時，兩物位女性客人看到那一堆要洗的衣服在動；過沒多久，她們就看到有一個身上有許多手拷的精神病患從衣服堆中跑出來。女客人趕緊告訴那一個工作人員，可是工作人員認為，他丟了一堆衣服，不可能也順便把精神病患給「丟」進去。

### 第七集
- 恐怖速配（Cupid's Arrow）：

一個女主角在靶場進行安排的靶場內，進行「速配節目」。男主角趁著他人不注意，拿起了十字弓，對著站在標靶前的一個路人射擊，結果箭穿過他的腹部，讓女主角看了很害怕。女主角幫助路人傷患，但路人傷患好像沒有被刺穿的感覺，連一點傷痕都沒有。這一幕，讓女主角看了是萬般的害怕。
- 機器碎手（Ground Chuck）：

兩位在肉工廠工作的男生，看到一位工作人員（由魔術師飾演與表演）將他的手置入絞肉機內，他們看到手掌從絞肉機出來，心想這個工作人員肯定是沒有手了。但結果魔術師在一陣拉扯之後，他的手完好如初，連一點傷痕都沒有，只是手沾滿了血而已，讓這兩個男生看得是萬般驚訝。
- 你家鬧鬼（Late Check Out）：

一個男的與兩個女的共同在一個空屋內搬了很多東西。當一個女的找到了珍珠項鍊，正要戴在脖子上時，牆上的鏡子內，突然出現了不乾淨的東西，把這個女的給嚇壞了；但這個女生再一次進行同樣的動作時，不乾淨的東西又出現了，讓這個戴著項鍊的女孩快速逃離，不敢繼續拿這個屋主的東西了。至於這位男的，很生氣的用拳頭敲碎鏡子。主持人在該部分的最後，還嘲諷男主角：「敲碎鏡子會倒楣七年哦！」
- 剪卡還原（Fix My Credit）：

兩位女客人在一家貨運公司，想要用信用卡寄貨，老闆也要求順便看女客人的證件。但老闆看了一下，假裝自己在夜店上班，會看假證件，就認為這個女的持有假證件，也當場剪了她的假證件。一位工作人員（由魔術師飾演與表演）看到女客人的證件被老闆剪碎，就透過一些手法，將剪碎的證件還原成原來的樣子，讓這位女客人感到萬般的驚訝與佩服。最後，女顧客被請求到對面另外一家貨運店寄貨，好奇的女孩仍然搞不清楚是怎麼一回事。

### 第八集 (最後一集)
- 口吐多拿（Baker's Dozen）：

美國的警察很愛吃甜甜圈，是眾所皆知的。兩位警察，其中一位由魔術師飾演與表演口吐甜甜圈的戲法。這位由魔術師扮演的警察，假裝咳嗽，然後不斷口吐了甜甜圈，一共口吐三個，讓其他享受甜點的客人嚇到了，不敢繼續享用美食。
- 水上輕功（Matthew 14:22-33）：

兩位女性遊客在湖邊遊玩，她們看到有個女遊客不幸溺水，而身旁一位遊客（由魔術師飾演與表演）就類似日本忍者以行走的方式走在湖上，營救起這位溺水的女性遊客。兩位女性遊客看到之後，認為實在太不可思議，還要求這位男生再走一次，但這個男生從剛剛行走的地方開始「行走」，結果是沉下去，並不能走，讓兩位女遊客覺得太奇怪。
- 急凍之人（Falling Apart）：

一位女生與一位男生在製冰工廠工作。他們看到一個工作人員因疏失，不小心將氮氣管弄壞，讓一個正在找手機的工作人員給急速凍僵，而這個凍僵的屍體，倒下後碎屍萬段，讓看到的女生嚇得半死。但過一陣子後，這個被凍僵的人，又活生生地出現在這位女生的眼前，女生被嚇到語無倫次，無法解釋所見情形。
- 燈飾殺女（Having Your Cake and Eating It Too）：

一個男生觀看著一個私人派對。工作人員要一個女模特兒者躲在蛋糕道具內，打算給友人一個大驚喜。但不巧地，天花板上的燈飾墜落，不偏不倚地打到蛋糕道具的位置上，這位男生認為，這樣肯定逃不掉，女模特兒一定會死；但很多人找尋這位女模特兒的時候，怎樣找也找不著，男生感覺很奇怪，也說不出這種奇怪的感覺。

## 警語
由於節目均屬特技效果，節目播出之前，均會播出一段警語，請觀眾不可模仿，以免造成重大傷害。

## 表演者
部分表演者是由Magic X團體所演出。

## 註解
1. ↑  TV.com網站敘述
2. ↑  有關哈利·胡迪尼與底特律慈恩醫院的介紹 （页面存档备份，存于），2008年8月22日查閱。
3. ↑  Magic X的官方網站 的存檔，存档日期2008-05-16.，請點選「event」連結，2008年8月13日查閱。

## 外部連結
- 《驚悚401號房》官方網站 （页面存档备份，存于）
- 日文MTV《驚悚401號房》官方網站
- 臺灣MTV《驚悚401號房》官方網站
- Magic X的MySpace網站 （页面存档备份，存于）